# 日本公証人連合会
日本公証人連合会（にほんこうしょうにんれんごうかい）は、公証人及び公証人会が集まって設立された全国組織。日本公証人協会を前身として設立され、公証人の強制加入団体である。 所在地は東京都千代田区霞が関一丁目4番2号 大同生命霞が関ビル5階。

## 概要
- 設立: 1950年（昭和25年）
- 略称: 日公連
- 初代会長: 下條小野右衛門

## 主な事業
- 公証制度の普及発展
- 公証事務の改善・統一
- 公証人の品位の保持
- 公証人会及び公証人の指導、連絡に関する事務

## 公証倫理委員会
その品位の保持を図る観点から、公証業務の遂行上、公証人の職務に関する倫理要綱に反し、①公証制度若しくは公証事務に対する国民の信頼を著しく損ねるおそれのある行為または②非違行為若しくは③品位を害する行状に該当するおそれのある行為が認められる場合に対処するための組織として、平成２６年６月に日本公証人連合会に公証倫理委員会を新設するとともに、その活動基準となるべき公証倫理委員会規則が定められた。